# زایک
زایک (به مجاری:  Zajk) یک شهرداری در مجارستان است که در زالا واقع شده‌است. زایک ۱۲٫۳۹ کیلومتر مربع مساحت و ۲۲۲ نفر جمعیت دارد.